# 10274 Larryevans
10274 Larryevans eller 1981 ET15 är en asteroid i huvudbältet som upptäcktes den 1 mars 1981 av den amerikanska astronomen Schelte J. Bus vid Siding Spring-observatoriet. Den är uppkallad efter Larry Evans.
Asteroiden har en diameter på ungefär 6 kilometer.